# Братья Манаки

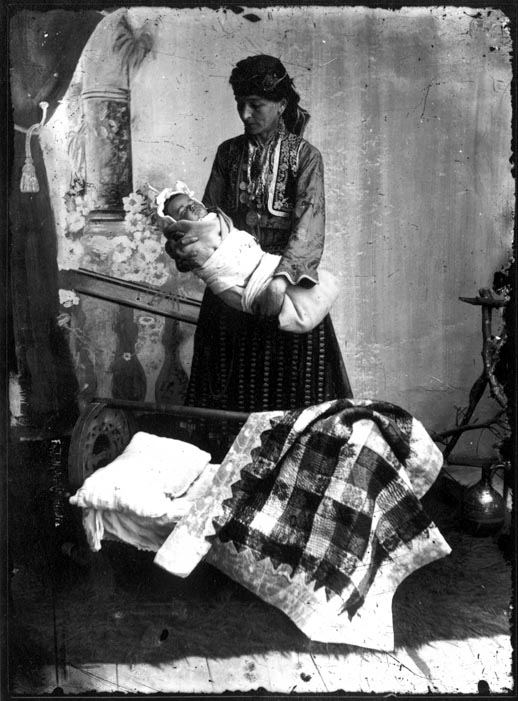
Фотография, сделанная Янаки Манаки

Янаки Манаки (Янакис Манакис, аром. Ianachia Manachia греч. Γιαννάκης Μανάκιας, макед. Јанаки Манаки, 1878, Авделла, Османская империя — 1954, Салоники) и Милтон Манаки (аром. Milton Manachia греч. Μιλτιάδης Μανάκιας, макед. Милтон Манаки, 1882, Авделла, Османская империя — 1964, Битола, Македония), вместе Братья Манаки — кинооператоры и фотографы, пионеры кинематографа на Балканах. В 1905 году в Монастири (ныне Битола) братья Манаки сняли первый балканский кинофильм.
В их честь в Битоле ежегодно проводится международный кинофестиваль. Перед зданием культурного центра установлен памятник Мильтону Манаки.
Реальная биография братьев Манаки использована Тео Ангелопулосом в кинофильме «Взгляд Улисса» (1995), где целью главного героя является поиск их трёх первых кинолент — первых балканских кинофильмов.

## Биография

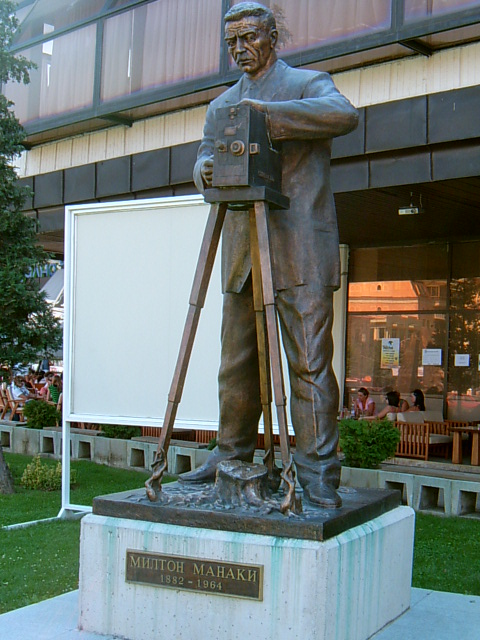
Памятник Милтону Манаки в Битоле

Братья Манаки были аромунского происхождения и родились в деревне Авделла (ном Гревена) современной северной Греции, входившей тогда в вилайет Монастири Османской империи (центр вилайета, город Монастири, сейчас находится на территории нынешней Республики Македонии и называется Битола). В 1898 году, после окончания школы, Янаки Манаки работал учителем рисования и письма в школе в Янина в Северной Греции. Одновременно они с братом открыли фотоателье. В 1905 году братья переехали в Монастири, где на главной улице открыли студию художественной фотографии. Всего они сделали более 17 тысяч фотографий.
В том же 1905 году старший из братьев, Янаки, купил в Лондоне кинокамеру производства компании «Charles Urban Trading» из серии «Bioscope», и они начали снимать короткометражные фильмы: их 114-летнюю бабушку Деспину в Авделе, визиты официальных лиц, среди которых были султан Мехмед V, король Сербии Петр I и наследный принц Александр (1913), король Греции Константин I и кронпринц Павел (1918), местные праздники. В 1921 году они открыли кинотеатр «Манаки», сперва открытый, а в 1923 году в помещении. Кинотеатр просуществовал до 1939 года, после чего, уже будучи принадлежащим другому собственнику, сгорел. Имеются планы его восстановления по чертежам.
В 1906 году братья участвовали во выставке в Синае в Румынии и получили там медаль за коллекцию фотографий. Некоторое время после этого они работали при дворе румынского короля Кароля I, летняя резиденция которого находилась в Синае.
В 1911 году братья засняли похороны убитого греческого митрополита Емилиана .
Киноархив братьев Манаки в 1955 году был передан Югославии, и с 1976 года находится в Республике Македонии.